# Bagdziuny (rejon postawski)
Bagdziuny (biał. Багдзюны; ros. Богдюны) – wieś na Białorusi, w obwodzie witebskim, w rejonie postawskim, w sielsowiecie Komaje.

## Historia
W czasach zaborów wieś włościańska w gminie Hoduniszki, w powiecie święciańskim, w guberni wileńskiej Imperium Rosyjskiego. W 1866 roku miała 33 dusze rewizyjne. Należała do dóbr skarbowych Jankiszki. W 1905 roku liczyła 118 mieszkańców, 183 dziesięciny.
W latach 1921–1945 wieś leżała w Polsce, w województwie wileńskim, w powiecie święciańskim, w gminie Hoduciszki.
W 1931 w 25 domach zamieszkiwało 121 osób.
Wierni należeli do parafii rzymskokatolickiej w Hoduciszkach. Miejscowość podlegała pod Sąd Grodzki w Hoduciszkach i Okręgowy w Wilnie; właściwy urząd pocztowy mieścił się w Hoduciszkach.